# Kommunevåbener i Danmark
Et galleri over Danmarks nuværende kommunevåbener.

## Region Hovedstaden
- Albertslund Kommune
- Allerød Kommune
- Ballerup Kommune
- Bornholms Regionskommune
- Brøndby Kommune
- Dragør Kommune
- Egedal Kommune
- Fredensborg Kommune
- Frederiksberg Kommune
- Frederikssund Kommune
- Furesø Kommune
- Gentofte Kommune
- Gladsaxe Kommune
- Glostrup Kommune
- Gribskov Kommune
- Halsnæs Kommune
- Helsingør Kommune
- Høje-Taastrup Kommune
- Herlev Kommune
- Hillerød Kommune
- Hvidovre Kommune
- Hørsholm Kommune
- Ishøj Kommune
- Københavns Kommune
- Lyngby-Taarbæk Kommune
- Rudersdal Kommune
- Rødovre Kommune
- Tårnby Kommune
- Vallensbæk Kommune

## Region Midtjylland
- Favrskov Kommune
- Hedensted Kommune
- Herning Kommune
- Holstebro Kommune
- Horsens Kommune
- Ikast-Brande Kommune
- Lemvig Kommune
- Norddjurs Kommune
- Odder Kommune
- Randers Kommune
- Ringkøbing-Skjern Kommune
- Samsø Kommune
- Silkeborg Kommune
- Skanderborg Kommune
- Skive Kommune
- Struer Kommune
- Syddjurs Kommune
- Viborg Kommune
- Aarhus Kommune

## Region Nordjylland
- Brønderslev Kommune
- Frederikshavn Kommune
- Hjørring Kommune
- Jammerbugt Kommune
- Læsø Kommune
- Mariagerfjord Kommune
- Morsø Kommune
- Rebild Kommune
- Thisted Kommune
- Vesthimmerlands Kommune
- Aalborg Kommune

## Region Sjælland
- Faxe Kommune
- Greve Kommune
- Guldborgsund Kommune
- Holbæk Kommune
- Kalundborg Kommune
- Køge Kommune
- Lejre Kommune
- Lolland Kommune
- Næstved Kommune
- Odsherred Kommune
- Ringsted Kommune
- Roskilde Kommune
- Slagelse Kommune
- Solrød Kommune
- Sorø Kommune
- Stevns Kommune
- Vordingborg Kommune

## Region Syddanmark
- Assens Kommune
- Billund Kommune
- Esbjerg Kommune
- Fanø Kommune
- Fredericia Kommune
- Faaborg-Midtfyn Kommune
- Haderslev Kommune
- Kerteminde Kommune
- Kolding Kommune
- Langeland Kommune
- Middelfart Kommune
- Nordfyns Kommune
- Nyborg Kommune
- Odense Kommune
- Svendborg Kommune
- Sønderborg Kommune
- Tønder Kommune
- Varde Kommune
- Vejen Kommune
- Vejle Kommune
- Ærø Kommune
- Aabenraa Kommune